# Nachrichtensport
Nachrichtensport ist ein Begriff, der in der DDR verwendet wurde. Er bezieht sich auf den Funksport, der als Leistungssport im Bereich des Amateurfunks betrieben wurde. Hierbei wurde auch an internationalen Wettkämpfen teilgenommen.
Koordiniert wurde der Nachrichtensport üblicherweise durch die Gesellschaft für Sport und Technik (GST). Dabei wurden ab 1970 die in der DDR produzierten Transceiver (Sendeempfänger) der Teltow-Baureihe verwendet.